# Torneo Interbritannico 1954
Il Torneo Interbritannico 1954 fu la cinquantanovesima edizione del torneo di calcio conteso tra le Home Nations dell'arcipelago britannico. Il torneo valse anche come qualificazione al Mondiale 1954. Il torneo fu vinto dall'Inghilterra.

## Risultati
| Data             | Luogo     |                  | Risultato |                  |
| ---------------- | --------- | ---------------- | --------- | ---------------- |
| 3 ottobre 1953   | Belfast   | Irlanda del Nord | 1 - 3     | Scozia           |
| 10 ottobre 1953  | Cardiff   | Galles           | 1 - 4     | Inghilterra      |
| 4 novembre 1953  | Glasgow   | Scozia           | 3 - 3     | Galles           |
| 11 novembre 1953 | Liverpool | Inghilterra      | 3 - 1     | Irlanda del Nord |
| 31 marzo 1954    | Wrexham   | Galles           | 1 - 2     | Irlanda del Nord |
| 3 aprile 1954    | Glasgow   | Scozia           | 2 - 4     | Inghilterra      |

## Classifica
| Pos | Squadra          | Pts | G | V | N | P | GF | GS |
| --- | ---------------- | --- | - | - | - | - | -- | -- |
| 1   | Inghilterra      | 6   | 3 | 3 | 0 | 0 | 11 | 4  |
| 2   | Scozia           | 3   | 3 | 1 | 1 | 1 | 8  | 8  |
| 3   | Irlanda del Nord | 2   | 3 | 1 | 0 | 2 | 4  | 7  |
| 4   | Galles           | 1   | 3 | 0 | 1 | 2 | 5  | 9  |

Inghilterra e Scozia qualificate al Campionato mondiale di calcio 1954.